# Tamba
Tamba (jap. 丹波市 Tanba-shi) – miasto w Japonii, na wyspie Honsiu, w prefekturze Hyōgo.

## Położenie
Miasto położone jest w środkowej części prefektury Hyōgo w odległości około 50 km, na północ od stolicy prefektury, Kobe. Powierzchnia miasta stanowi 6,0% powierzchni prefektury. Przez miasto przepływają dwie rzeki: Kako i Takeda. Miasto graniczy z:
- Tamba-Sasayama
- Nishiwaki
- Asago
- Fukuchiyama